# 金查奧島
金查奧島（Isla Quinchao）是智利的島嶼，屬於奇洛埃群島的一部分，位於納斯卡板塊和南美洲板塊相接處，面積120平方公里，是群島中第二大島嶼，排在奇洛埃島之後，2002年住有8,000名居民。
42°25′S 73°29′W / 42.417°S 73.483°W